# Henry Daniell

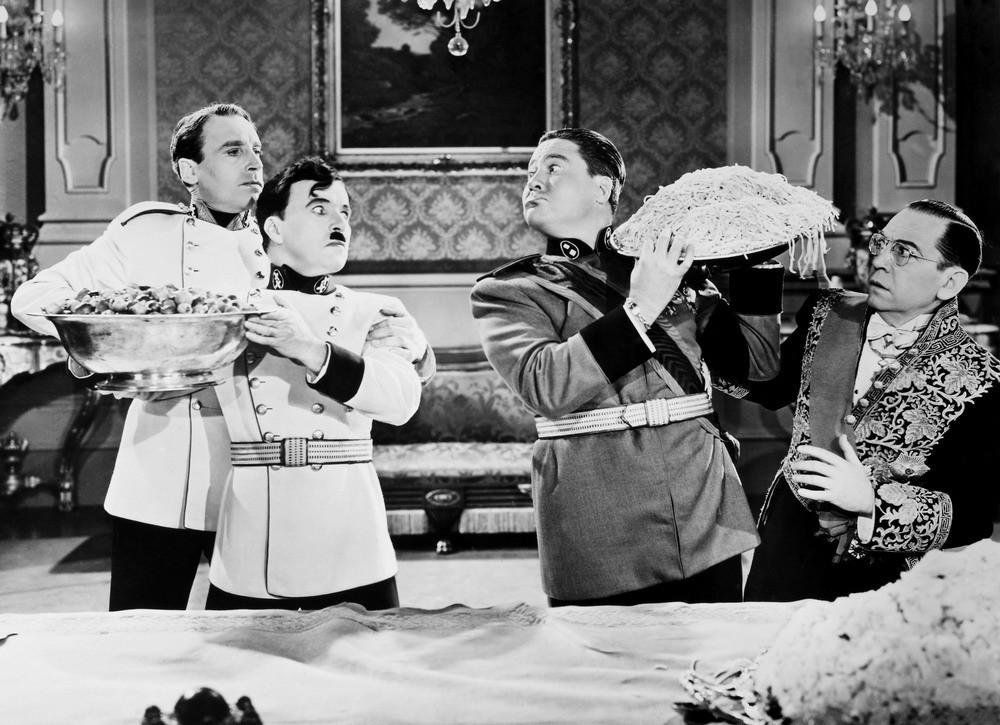
Henry Daniell (geheel links) tijdens de film "The Great Dictator"

Charles Henry Daniell (Londen, 5 maart 1894 - Santa Monica, 31 oktober 1963) was een Brits acteur. Hij was getrouwd met Ann Knox.
Daniell werd geboren in Londen in 1894. Hij startte zijn acteercarrière in Engeland. Hij speelde zijn eerste grote toneelrol in 1914 in het Globe Theatre. In 1921 ging hij naar New York om op Broadway te spelen. In 1929 zette hij in Hollywood zijn carrière verder en begon aan een indrukwekkende filmcarrière. Hij speelde naast Charlie Chaplin in The Great Dictator in 1940 en speelde een van de meeste legendarische zwaardgevechten uit de Hollywoodgeschiedenis met Errol Flynn in The Sea Hawk (1940). Zijn laatste rol speelde hij in de film My Fair Lady, die uitkwam in 1964. Daniell overleed in 1963 op zijn laatste draaidag voor de film.